# Бризар, Антуан
Антуан Артюр Фабьен Бризар (фр. Antoine Arthur Fabien Brizard; род. 22 мая 1994, Пуатье) — французский волейболист, связующий, игрок сборной Франции и клуба «Пьяченца». Победитель Мировой лиги, Лиги наций и Олимпиады.

## Карьера
Бризар начинал карьеру родине, играя за «Пари Волей» (2012—2015) и «Тулузу» (2015—2017). Затем три сезона провёл в польской «Варшаве».
Бризар выигрывал Кубок ЕКВ-2014, четырежды становился серебряным призёром чемпионата Франции и один раз — серебряным призёром чемпионата Польши (2019).
В апреле 2020 года Бризар подписал контракт с «Зенит» (Санкт-Петербург). Вместе с командой стал серебряным призёром чемпионата России, кубка России и Кубка ЕКВ.
Самый ценный игрок и лучший связующий победной для сборной Франции Лиги наций 2024 года.